# Affaire Ronald Léger
Pour les articles homonymes, voir Léger.
Pour un article plus général, voir Abus sexuels dans la congrégation des Clercs de Saint-Viateur.
L'affaire Ronald Léger est une affaire judiciaire de mœurs mettant en cause Ronald Léger, un prêtre catholique canadien. En 2016, il est condamné à deux ans de prison pour avoir agressé sexuellement trois enfants âgés de 9 à 18 ans entre 1980 et 2004.

## Historique
Le prêtre Ronald Léger, surnommé father Ron, est né à Cornwall, il est membre des Clercs de Saint-Viateur. 
Le 5 février 2015, la police de Winnipeg au Manitoba informe les responsables de l'archidiocèse de Saint-Boniface qu'une enquête est en cours concernant des allégations d'agressions sexuelles de la part du prêtre Ronald Léger. Immédiatement, ce 5 février 2015, il est suspendu de ses fonctions. Puis Ronald Léger est défroqué par l'Église catholique en 2015,. En 2016, Ronald Léger est condamné à deux ans de prison pour avoir agressé sexuellement trois garçons.
L'ancien prêtre Ronald Léger décède en juillet 2019, à l'âge de 81 ans, avant un nouveau jugement pour des allégations d'agressions sexuelles de 1983 à 2013, sur quatre garçons âgés de 10 à 12 ans à l'époque des faits.